# Elizabeth Ellen
Elizabeth Ellen (geboren 1968 oder 1969) ist eine US-amerikanische Schriftstellerin.

## Leben
Elizabeth Ellen schreibt in Ann Arbor für das unabhängige Literaturmagazin Hobart und betreut in dem Verlag das Buchprogramm Short Flight/Long Drive. Für ihre erstmals in American Short Fiction veröffentlichte Geschichte Teen Culture wurde sie 2014 mit dem Pushcart Prize ausgezeichnet.

## Werke (Auswahl)
- Before You She Was A Pitbull. Future Tense, 2007 ISBN 978-0060510299
- American Short Fiction. 2012
- Fast Machine. Ann Arbor : Short Flight/Long Drive Books, 2012 ISBN 978-0982530177
  - Die letzte Amerikanerin : Zwölf Storys. Übersetzung Christoph Jehlicka. Berlin : Schwarzkopf & Schwarzkopf, 2014 ISBN 978-3-8475-1256-1
- Bridget Fonda. Gedichte. Dostoyevsky Wannabe, 2015 ISBN 978-1518868467
- Person/a. Roman. Ann Arbor : Short Flight/Long Drive Books, 2017 ISBN 978-0-9896950-6-0
- Saul Stories. Ann Arbor : Short Flight/Long Drive Books, 2017 ISBN 978-0-9896950-5-3
- Elizabeth Ellen. Poems. Ann Arbor : Short Flight/Long Drive Books, 2017 ISBN 978-0-9896950-7-7
- Genial wie wir : 13 Storys. Übersetzung Christoph Jehlicka. Berlin : Schwarzkopf & Schwarzkopf, 2016 ISBN 978-3-86265-543-4